# Апимондия
«Апимондия» (англ. Apimondia), Всемирная федерация пчеловодческих ассоциаций (англ. International Federation of Beekeepers' Associations) —  всемирная организация, целью которой является объединение учёных, предпринимателей и общественных деятелей, занятых в отрасли пчеловодства. Штаб-квартира расположена в Риме, Италия. Президентом являлся Филипп МакКейб, после его смерти 20 октября 2018 года руководство организацией осуществляет вице-президент Петер Козмус (Словакия).
Организация выпускает собственный журнал — Apiacta.
С 1897 года в рамках МФПА проводятся конгрессы пчеловодов, которые проходят в разных городах мира. С момента основания Апимондия уделяет особое внимание апитерапии, по которой при ней действует постоянная научная комиссия (в её состав входил Ахмед Гаффер Хегази).

## История
В 1893 году был создан Всемирный комитет пчеловодческих собраний (International Committee of Apicultural Congresses), а в 1897 году в столице Бельгии Брюсселе был организован Первый международный пчеловодческий конгресс (First International Apicultural Congress), который посетили 636 участников.
Состоявшийся спустя три года, второй конгресс, собрал более 266 участников из 16 стран Европы и Америки. Важным решением конгресса стало создание Постоянной международной комиссии (International Permanent Commission).
Из-за начавшейся Первой мировой войны, VI конгресс, который планировали провести в Вене, был отменён, и состоялся только в 1922 году во французском Марселе. VII конгресс запомнился тем, что был первым конгрессом за пределами Европы, в Канаде.
Во время Второй мировой войны собрания членов организации не проводились, и только в 1949 году в Амстердаме прошёл XIII конгресс.
В 1971 году XXIII конгресс прошёл в СССР.
Министерство сельского хозяйства СССР вступило членом в «Апимондию» в 1954 году.

## Список конгрессов
| №       | Год  | Место        | Страна      |
| ------- | ---- | ------------ | ----------- |
| I       | 1897 | Брюссель     | Бельгия     |
| II      | 1900 | Париж        | Франция     |
| XXXVI   | 1999 | Ванкувер     | Канада      |
| XXXVII  | 2001 | Дурбан       | ЮАР         |
| XXXVIII | 2003 | Любляна      | Словения    |
| XXXIX   | 2005 | Дублин       | Ирландия    |
| XL      | 2007 | Мельбурн     | Австралия   |
| XLI     | 2009 | Монпелье     | Франция     |
| XLII    | 2011 | Буэнос-Айрес | Аргентина   |
| XLIII   | 2013 | Киев         | Украина     |
| XLIV    | 2015 | Тэджон       | Южная Корея |
| XLV     | 2017 | Стамбул      | Турция      |
| XLVI    | 2019 | Монреаль     | Канада      |
| XLVII   | 2021 | Уфа          | Россия      |